# Franjo Vladić
Franjo Vladić (Mostar, 19 ottobre 1950 – Mostar, 18 giugno 2024) è stato un calciatore jugoslavo, di ruolo centrocampista.